# FlyLAL
FlyLAL (también conocida como Lithuanian Airlines o LAL) fue la aerolínea nacional de Lituania con sede en Vilna. Operaba servicios regulares domésticos e internacionales. Su base principal fue el Aeropuerto Internacional de Vilna. En enero de 2009, cesó sus operaciones.

## Códigos
- Código IATA: TE
- Código OACI: LIL
- Indicativo: LITHUANIAN[2]

## Historia
La aerolínea fue establecida el 20 de septiembre de 1938 e inició sus operaciones el 29 de septiembre de 1938 con el nombre de "Lietuvos oro linijos" (Líneas Aéreas Lituanas), el cual poseía 2 aeronaves Percival Q-6. La aerolínea empezó cubriendo la ruta Kaunas a Palanga y Riga. En 1940, Lituania fue ocupada por la Unión Soviética. Todos los vuelos en el país fueron operados por una subsidiaria regional de la aerolínea soviética Aeroflot.
La aerolínea fue restablecida y renombrada Lietuvos avialinijos el 20 de septiembre de 1991, poco después de que Lituania se independizara de la Unión Soviética. Fue organizada sobre la base de la flota de Aeroflot que se encontraba en Vilna. En 1991 el Boeing 737-200 fue incorporado a la flota de Lithuanian Airlines, el primero en lo que fue la Unión Soviética. Hasta 2005, el 100% de las acciones estaban en poder del Gobierno lituano.
Tras una década de operaciones con pérdidas, suspensión de planes para lanzar un servicio transatlántico, muy criticada por la venta de sus derechos de aterrizaje en el Aeropuerto de Heathrow y acumulación de deudas por más de diez millones de litas, en 2005 fue finalmente privatizada a inversores lituanos, y utiliza la nueva denominación - flyLAL. Los nuevos propietarios anunciaron planes para transformar la aerolínea en una de bajo costo.

## Servicios
flyLAL sirve a 16 países en Europa (incluyendo vuelos de código compartido) desde su centro de conexión en el Aeropuerto Internacional de Vilna. A partir del 2006 opera rutas internacionales desde el Aeropuerto Internacional de Palanga. 
Destinos servidos por FlyLAL son:
- Ámsterdam (Aeropuerto de Ámsterdam-Schiphol)
- Antalya (Aeropuerto de Antalaya)
- Bruselas (Aeropuerto de Bruselas-Zaventem)
- Dublín (Aeropuerto de Dublín)
- Fráncfort (Aeropuerto Internacional de Fráncfort)
- Hamburgo (Aeropuerto de Hamburgo)
- Helsinki (Aeropuerto de Helsinki-Vantaa)
- Estambul (Aeropuerto Internacional de Atatürk)
- Estocolmo (Aeropuerto de Estocolmo-Arlanda)
- Kiev (Aeropuerto de Kiev-Boryspil)
- Londres (Aeropuerto de Londres-Gatwick)
- Milán (Aeropuerto de Milán-Malpensa)
- Moscú (Aeropuerto Internacional Sheremetyevo)
- Oslo (Aeropuerto de Oslo-Gardermoen)
- Palanga (Aeropuerto Internacional de Palanga)
- París (Aeropuerto de París-Charles de Gaulle)
- Roma (Aeropuerto de Roma-Fiumicino) [de temporada]
- Tallin (Aeropuerto de Tallin)
- Vilna (Aeropuerto Internacional de Vilna)

## Flota

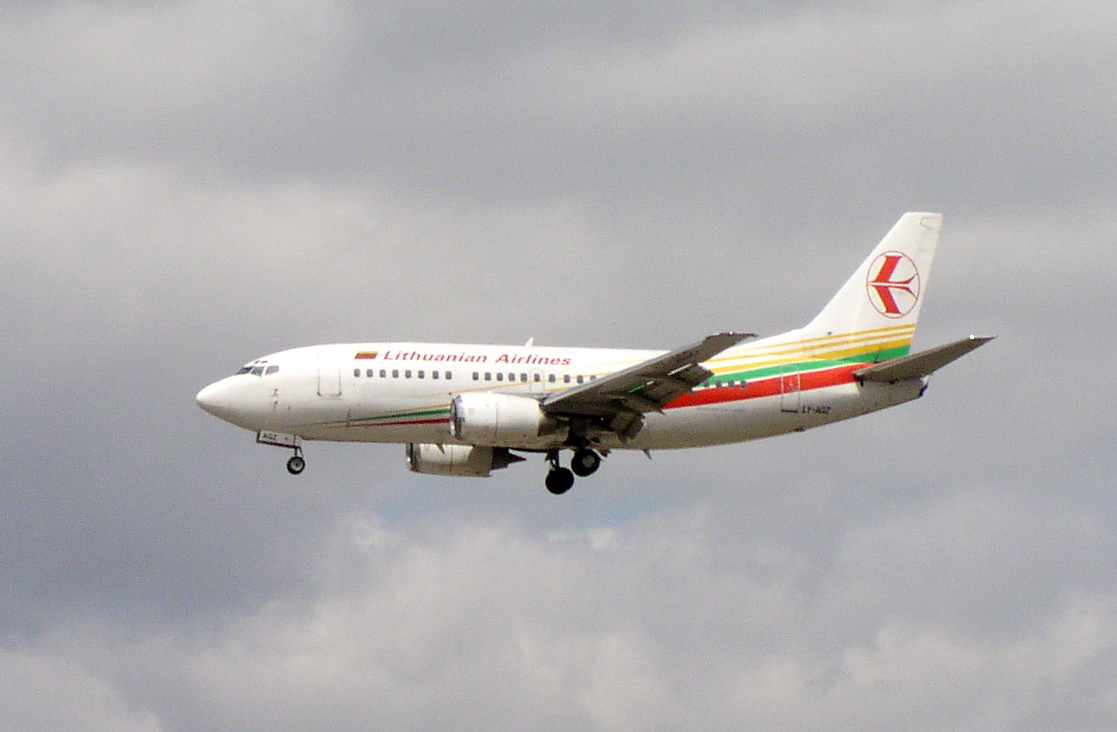
Boeing 737-500 de Lithuanian Airlines.

La flota de FlyLal incluía las siguientes aeronaves (a 1 de diciembre de 2010)
| Tipo           | Número | Asientos | Notas |
| -------------- | ------ | -------- | ----- |
| Boeing 737-300 | 3      | 138-148  |       |
| Boeing 757-200 | 1      | 200-225  |       |

## Esquema de colores
El primer Boeing, adquirido por Lithuanian Airlines, fue pintado en rojo, con la cota de armas nacional en blanco como logo. Enseguida todas las aeronaves de LAL fueron pintadas de blanco con una franja en amarillo, verde y rojo (los colores de la bandera nacional). Este esquema aún puede ser observado en varias aeronaves de LAL. Desde 2005, tras el cambio de denominación a flyLAL, el esquema de colores fue reemplazado por el de rosado y blanco.

## Socios de código compartido
flyLal tiene acuerdos de código compartido con varias aerolíneas:
- Finnair (ruta Vilna - Helsinki)
- Iberia (rutas Vilna - Barcelona y Vilna - Madrid (vía Bruselas o Fráncfort)
- KLM (ruta Vilna - Ámsterdam)
- Brussels Airlines (ruta Vilna - Bruselas)
- Aeroflot (ruta Vilna - Moscú)
- Pulkovo (ruta Palanga - San Petersburgo)
- DonbassAero (ruta Vilna - Kiev)
- Aerosvit (ruta Vilna - Simferopol)